# Креатиновые добавки
Креатиновые добавки — совокупность добавок к спортивному питанию, основой которых является креатин. Используются в спорте для увеличения результативности высокоинтенсивных нагрузок, преимущественно анаэробных.

## От креатина к добавкам
Основа добавок - креатин (от греч. κρέας, мясо), был открыт в 1832 году французом Шеврёлем, который также установил, что скелетная мускулатура и нервы получают энергию именно благодаря этой органической кислоте. В 1912 году исследователями из Гарвардского университета было установлено, что употребление в пищу креатина заметно увеличивает насыщенность мускулатуры этой кислотой. В следующем десятилетии было установлено, что при потреблении креатина его плотность не просто временно увеличивается в мышцах, но и что он запасается в межволокновых пространствах скелетной мускулатуры. Позже был открыт фосфокреатин и его роль в создании креатина и метаболизме скелетной мускулатуры.
Несмотря на результаты исследований, креатин находился вне интересов абсолютного большинства спортсменов вплоть до 1992 года, а точнее — Олимпиады в Барселоне. После неё стало известно, что некоторые британские медалисты принимали спортивные добавки на основе креатина (например, золотой медалист спринтер Линфорд Кристи). Креатиновые добавки начали употреблять именно в Британии, так как, по сути, это была единственная страна, в которой их выпускали, хотя эффективная доза креатина в них и была существенно ниже, чем в современных добавках.
В 1993 году в США была выпущена первая коммерческая креатиновая добавка под названием Phosphagen (креатин-моногидрат), завоевавшая популярность среди любителей тяжёлой атлетики, бодибилдинга и пауэрлифтинга, несмотря на высокую цену. В 1998 году была выпущена креатиновая добавка на основе альфа-липоевой кислоты, увеличивающая уровень запасов фосфокреатина и общий уровень креатина в мускулатуре. В 2004 году на рынок начали поставлять этилацетат креатина (англ. creatine ethyl ester), не требующий дополнительных транспортеров, в отличие от креатина моногидрата (C4H9N3O2H2O).

## Влияние креатиновых добавок
Несколько  проведённых исследований показывают эффективность креатиновых добавок в увеличении результатов высокоинтенсивных анаэробных упражнений (длящихся от 6 до 30 секунд, до отказа). Большинство из них подтверждают, что примерно у 80 % исследованных людей креатин положительно влиял на такие физические нагрузки как: поднятие максимального веса один раз (1ПМ) или пиковая сила, последовательность повторяющихся спринтов со средними перерывами (от 30 секунд до 5 минут), общее количество поднятий максимальных весов с длинными перерывами (от 5 минут). Указанные исследования проводились с использованием креатиновых добавок по следующим принципам:
- Короткий период ежедневного приёма (как правило 5-7 дней) достаточно высокого количества креатина (20-25 грамм в день).
- Длительный период приёма по 3-5 грамм в день (от 28 до 140 дней).

Среди зафиксированных эффектов были выявлены следующие:
- Прибавка пиковой силы (1ПМ) [6][7][8]
- Прибавка объёма выполненных нагрузок близких к максимальным [9][10]
- Увеличение скорости в одиночном спринте (от 6 до 30 секунд) [11][12]
- Увеличение скорости в последовательных спринтах [11][13]
- В меньшей степени наблюдались прибавки эффективности в высокоинтенсивных упражнениях длящихся от 1.5 до 10 минут [14][15][16]

Исследование Ванденберге зафиксировало следующие преимущества 10 недельного курса применения креатина вкупе с силовыми тренировками по сравнению с приемом плацебо, сопровождавшимся такими же тренировками (приводится разница в % прироста 1ПМ в упражнениях в двух группах):
- Жим ногами 18%
- Жим штанги лежа 7%
- Приседания со штангой 21%

В абсолютном большинстве исследований увеличенные показатели силы, как правило, следовали вместе с возросшей мышечной массой (скелетной мускулатуры). В зависимости от индивидуальных особенностей и длительности приёма добавок, объекты набирали от 0.7 до 5 кг массы. Пока нет единой теории, почему люди набирают мышечную массу от приёма креатина, однако основные две таковы: , увеличение синтеза белка в организме и увеличение мускулатуры за счёт увеличения работоспособности индивида (больший объём работы — большая прибавка массы).
Часть исследователей, однако, не выявила существенного влияния креатина на силовые показатели объектов исследований.